# Oleksandrivka (huyện)
Huyện Oleksandrivka (tiếng Ukraina: Олександрівський район, chuyển tự: Oleksandrivkas'kyi raion) là một huyện của tỉnh Donetsk thuộc Ukraina. Huyện Oleksandrivka có diện tích 1010 km², dân số theo điều tra dân số ngày 5 tháng 12 năm 2001 là 29241 người với mật độ 29 người/km2. Trung tâm huyện nằm ở Oleksandrivka.